# Petr I. Veliký
Petr I. Veliký, známý též jako Petr Alexejevič (rusky Пётр I. Вели́кий, Пётр Алексе́евич; 30. květnajul./ 9. června 1672greg. Moskva – 28. lednajul./ 8. února 1725greg. Petrohrad), byl ruský car od roku 1682 až do své smrti. Nejprve formálně vládl společně se svým chorým polorodým bratrem Ivanem V., v roce 1689 se ujal skutečné vlády, samotným vladařem až po Ivanově smrti roku 1696. Roku 1724 se spoluvlády nad Ruskem ujala jeho žena Kateřina I. Petr Veliký proslul svou snahou modernizovat Ruskou říši, a to v politickém, ekonomickém i kulturním směru. Rusko za Petra Velikého vstoupilo mezi skutečné evropské velmoci.

## Mládí
Petr Veliký se narodil jako čtrnácté dítě a pátý syn ruského cara Alexeje I. Dva nejstarší synové zemřeli ještě za Alexejova života a jeho nástupcem se v roce 1676 stal třetí syn Fjodor. Za Fjodorovy vlády byl Petr s matkou odstraněn od dvora a žil ve vesnici Preobraženém nedaleko Moskvy, kde se mu dostalo kvalitního vzdělání od vychovatele Nikity Zotova a později i od zahraničních odborníků nizozemského a švýcarského původu, jež Petr navštěvoval v nedaleké Německé Slobodě. V Preobraženém měl malý Petr k dispozici vojáky, tzv. potěšné pluky, kteří měli careviče bavit nácviky boje a fingovanými bitvami. Právě z těchto vojáků si Petr později vybudoval osobní gardu, která mu pomohla zlomit moc tradičních elitních vojenských oddílů střelců.
Churavý car Fjodor však po šesti letech v roce 1682 zemřel a protože čtvrtý Alexejův syn Ivan byl těžce nemocen a neschopen vlády, provolala ruská šlechta ruským carem Petra a jeho matka Natálie byla ustavena za regentku. Skutečné moci v Rusku se ale chopila Petrova polorodá sestra Žofie Alexejevna, která se opírala o podporu elitních vojenských jednotek střelců. Petr byl mezitím formálně spoluvládcem se svým churavým bratrem Ivanem V. Dětství Petra Velikého bylo vyplněno mnohými traumatizujícími zážitky, jeho příbuzní, přátelé i on sám se ocitali v neustálém fyzickém ohrožení a nebezpečí života. Petr Veliký dospěl v pohledného, urostlého muže, měl na svou dobu impozantní postavu, měřil prý přes dva metry. Pokud byl ve stresu, trpěl tiky a poškubával hlavou.

## Počátek vlády
Petrova matka přinutila v roce 1689 svého syna ke sňatku s Jevdokijí Fjodorovnou Lopuchinovou, manželství však bylo nešťastné. Ve stejném roce se proti Žofii a jejím oblíbencům spikla část jednotek střelců a Petr se provedeným převratem stal skutečným vládcem Ruska jako Petr I. Žofie byla donucena odejít do kláštera, kde mohla pobývat jako princezna, nebyla tedy řeholnicí. Její oblíbenci byli buďto, jako Fjodor Šaklovitý a Andrej Bezobrazov, popraveni nebo, jako Vasilij Golicyn, odsouzeni k vyhnanství na Sibiři. Petr od této chvíle vládl více méně nezávisle, ale zůstával pod vlivem své matky, až do její smrti roku 1694. Až do roku 1696 formálně sdílel vládu se svým polorodným, zřejmě mentálně postiženým, bratrem Ivanem V., který se však, vzhledem ke svému zdravotnímu stavu, na vládě fakticky nepodílel.
Petr Veliký pokračoval ve vojenských kampaních, které započaly už za vlády Žofie. Byly namířeny proti Osmanské říši, Krymskému chanátu a Tatarům obývajícím stepi při severním pobřeží Kaspického moře. Po skončení druhého tažení roku 1696, jehož se Petr osobně účastnil v oddílu dělostřelců, získalo Rusko tatarskou pevnost Azov na řece Don a na pobřeží Azovského moře nechal Petr vybudovat pevnost Taganrog jako základnu ruského vojenského námořnictva.
V roce 1697 se Petr v utajení vydal na cesty do západoevropských zemí. V jejich průběhu se seznámil s technickým pokrokem učiněným v západní Evropě, nejvíce se zajímal o vojenství a stavbu lodí. Několik měsíců strávil v Nizozemí, kde inkognito pracoval v docích ve přístavu Zaandam jako lodní tesař. Kontaktoval se s významnými vojenskými a politickými osobnostmi, vědci, umělci, techniky a pozval je do Ruska, kde se měli podílet na celkové modernizaci země. Během pobytu ve Vídni se k Petrovi dostala zpráva o vzpouře střelců.
Vzpoura byla potlačena už před Petrovým návratem, 130 střelců bylo popraveno za dezerci nebo vzpouru a stovky dalších vyhoštěny na Sibiř nebo uvězněny. To však Petrovi nepřipadalo dostatečné a po návratu do Ruska se rozhodl oddíly střelců zcela zlikvidovat. 10. října 1698 začaly v Moskvě hromadné popravy, jimž padlo za oběť 1182 střelců, někteří byli oběšeni na moskevských hradbách, jiní sťati. Pět z nich prý sťal sám car a další popravovali významní bojaři a knížata, mimo jiné i Petrův oblíbenec Alexandr Danilovič Menšikov. Popraveni byli i kněží, kteří střelcům v průběhu povstání žehnali. 601 ze střelců, vesměs mladistvých, bylo bičováno nebo cejchováno a posláno do vyhnanství na Sibiř. Jednotky střelců car zcela rozpustil a nahradil armádními oddíly západoevropského typu. Sestru Žofii přinutil stát se řeholnicí a přijmout klášterní jméno Zuzana. Před okny její klášterní cely dal pro výstrahu oběsit několik vůdců povstání střelců. Ukončil také svůj manželský svazek s Jevdokijí, kterou rovněž poslal do kláštera.

## Severní válka
Expanzivní politiku Petr Veliký zahájil přípravou na konflikt se Švédskem, které v této době zaujímalo přední postavení mezi severskými i všemi evropskými zeměmi. Zajistil vybudování silné námořní floty, uzavřel spojeneckou smlouvu s odpůrci švédského vlivu Polskem a Dánskem. V roce 1700 byla zahájena severní válka. Vojska Petra Velikého byla v bitvě u Narvy poražena Švédy. Potom však Petr Veliký využil oslabení švédské armády v důsledku bojů s Poláky, provedl organizační změny ruských oddílů a pronikl do Livonska, kde se zmocnil významných opěrných bodů. Švédsku zabral některá území, mimo jiné ústí řeky Něvy do Finského zálivu, kde roku 1703 založil budoucí ruskou metropoli – Petrohrad. Toto město se mělo stát výkladní skříní Ruské říše, symbolem pokroku, který byl a bude v Rusku za Petra Velikého učiněn. Budování města v bažinatém terénu však bylo mimořádně náročné, stálo cara velké finanční výdaje, trvalo devět let a o život zde přišlo několik tisíců dělníků. Hlavním městem Ruské říše se Petrohrad stal roku 1712.
Švédové uskutečnili po ruských úspěších v Livonsku nový pokus o porážku Petra v oblasti Ukrajiny. Karel XII se spojil s ukrajinským kozáckým hetmanem Ivanem Mazepou. Mazepa se cítil rozčarovaný a ohrožený ze strany Petrovy dobyvačné politiky, a proto se přidal ke Švédům. Zároveň se proti caru Petrovi postavili donští kozáci, kteří povstali pod vedením atamana Kondratije Bulavina. Petr I. Veliký však Bulavinovo povstání kozáků tvrdě potlačil a v bitvách u Lesné (1708) a u Poltavy (1709) se dokázal ubránit rovněž Švédům. Výsledky války tak začaly být pro ruskou stranu příznivější. Severní válka skončila roku 1721, kdy Petr I. Veliký k Ruské říši připojil celé území Livonska.

## Nová válka s Turky
Roku 1711 Petr Veliký zahájil novou válku s Osmanskou říší s cílem zmocnit se severního pobřeží Černého moře (poté, co na Švédech vybojoval přístup k Baltu). Byl ale tureckou armádou poražen na řece Prut a donucen vzdát se dříve dobytých území včetně přístavu Azov a námořní základny Taganrog. Ruská říše taktéž ztratila kontrolu nad Záporožím.

## Reformátor

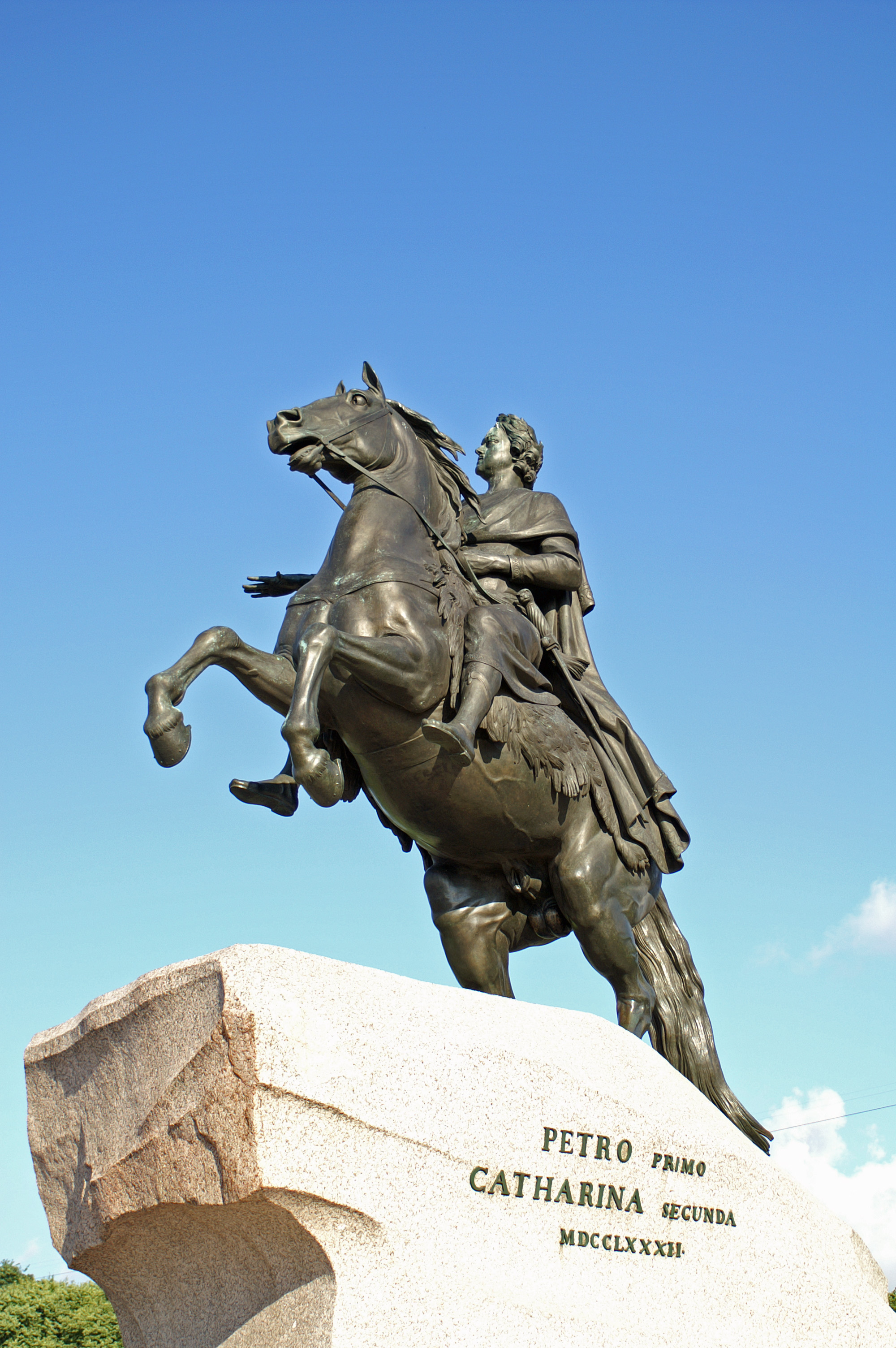
Jezdecká socha Petra Velikého v Petrohradu

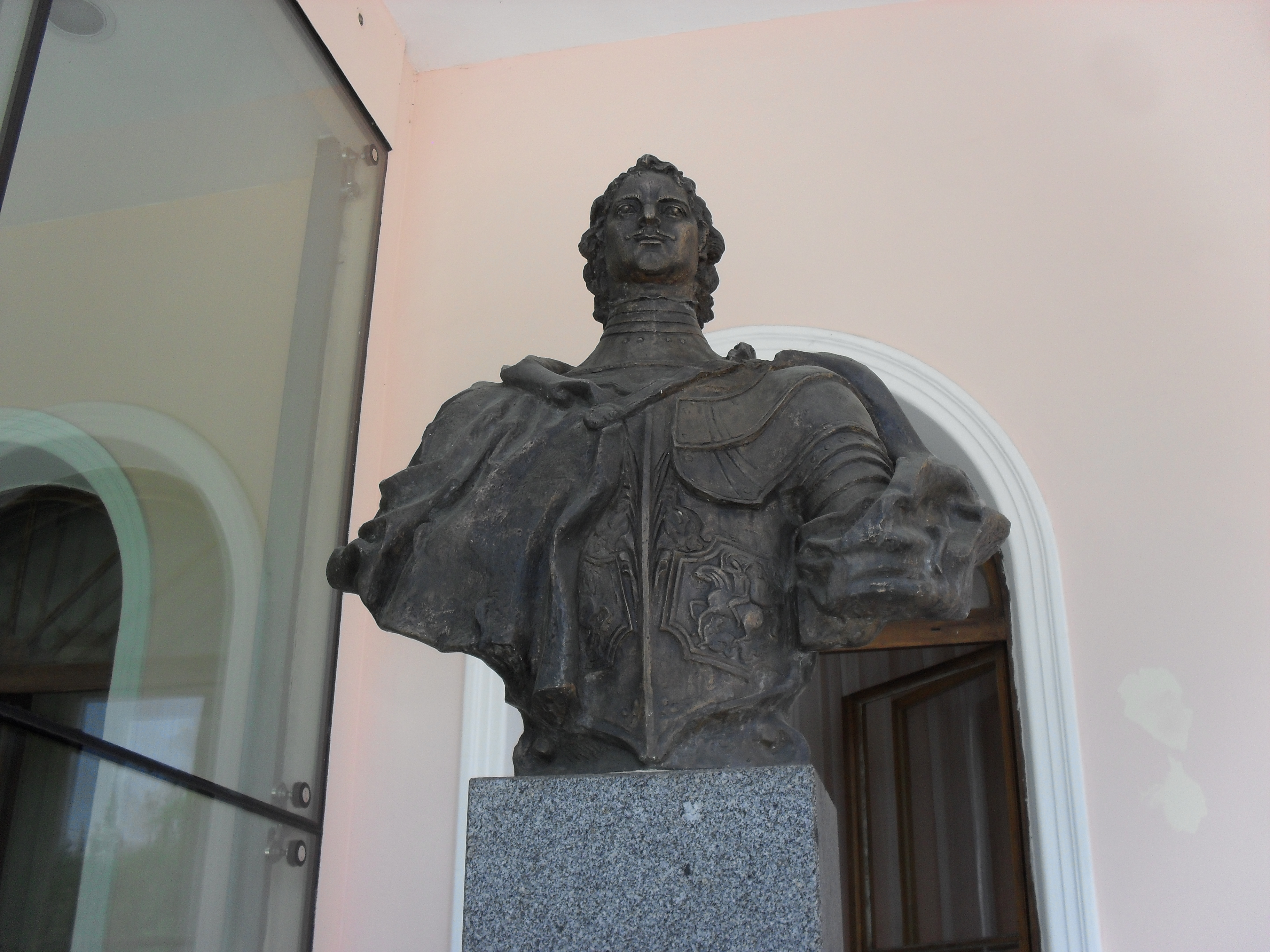
Pomník Petra I. u Teplických Císařských lázní

Roku 1721 byl prohlášen imperátorem vší Rusi. V čele ruské pravoslavné církve nechal ustanovit svatý synod, sbor nejvyšších duchovních představitelů. Následujícího roku vytvořil systém zvláštních hodností, do kterých rozřadil ruskou šlechtu. Tímto krokem si zajistil její poslušnost a oddanost carovi.
Absolutistickou zemí s vládou samoděržaví ale Ruská říše zůstala i přes Petrovy reformy ve státní a soudní správě (vzniklo devět kolegií vykonávajících vlastní státní správu, samospráva byla posílena vytvořením gubernií). Důležitou mocenskou podporou pro Petra Velikého byla i tajná policie. Dále zavedl juliánský kalendář (nikoliv však moderní gregoriánský), zmodernizoval původní cyrilici (tzv. graždanka, odmítl však zavedení latinky). Ruské šlechtě přikázal holit se a nosit evropský šat.
V letech 1698–1704 provedl měnovou reformu. Zavedl podle evropského tolarového vzoru stříbrný rubl. Tím vytvořil jednu z nejpevnějších měn tehdejší Evropy.
Petr byl mimořádně činorodý a zvídavý člověk, osobně se zajímal o vědu a techniku, zejména lodní stavitelství a architekturu. Záběr jeho zájmů byl pozoruhodný: vyzkoušel si práci lodního tesaře, ševce, soustružníka, ovládal i kovářství, zkoušel provádět chirurgické i zubařské zákroky, pitval lidská a zvířecí těla, během poprav vzbouřených střelců si vyzkoušel i práci kata. Osobně byl prudké, dominantní povahy, vytrvalý a pracovitý, nesnesl nesouhlas, odpor a kritiku, mnohdy byl mstivý, se sklony ke krutosti. Příliš si nepotrpěl na oblékání, nejraději nosil jednoduchý oděv západního stylu, bez rukavic a manžet, na hlavě třírohý klobouk nebo v zimě obyčejnou beranici. Vstával brzy ráno, pracoval až do 11 hodin, kdy obědval, po obědě odpočíval a odpoledne opět pracoval nebo chodil na procházky. Chutnala mu tradiční ruská jídla, například nakládaná zelenina, solené ryby, zelná polévka šči, pil kvas, anýzovou vodku a zahraniční vína.

## Poslední léta
Roku 1718 došlo k tragické konfrontaci mezi Petrem a jeho synem Alexejem Petrovičem, který bojoval proti otci a byl ovlivňován tzv. staromilci, kteří chtěli Rusko politicky a kulturně vrátit do doby před nástupem Petra Velikého a zrušit veškeré jeho reformy. Alexej před svým otcem uprchl z Ruska a skrýval se v zahraničí, jeho úkryt však byl vyzrazen a Petr syna lstí vylákal k návratu do Ruska. Po příjezdu do Petrohradu však byl Alexej zatčen a obviněn ze zrady. Sám Petr syna vyslýchal (pravděpodobně i za použití tortury), vyloučil z následnictví a s největší pravděpodobností i odsoudil k smrti. Krátce poté byl carevič, vězněný v kasematech Petropavlovské pevnosti, nalezen ve své cele mrtvý. Oficiální zpráva hovořila o selhání srdce, nejspíše však byl na příkaz svého otce tajně uškrcen. Následovaly popravy Alexejova poradce Alexandra Kikina, jaroslavského biskupa Dosifeje, ale i carevičova strýce, knížete Avraama Lopuchina. Během vyšetřování Kikina a knížete Lopuchina se náhodou zjistilo, že Petrova první manželka a sestra knížete Avraama Jevdokija Lopuchinová, již car po rozvodu poslal do kláštera, udržovala poměr s klášterním správcem Stěpanem Glebovem. Car Petr nechal umučit k smrti nejen Glebova, ale i řeholnice, které o Jevdokijině vztahu věděly a neudaly ji. Jevdokiji poté odsoudil k doživotnímu vězení v Ladožském klášteře a společně s ní dal uvěznit i svou sestru, princeznu Marii Alexejevnu.
Obecně platil Petr Veliký za nemilosrdného vládce, který razantně, a často i krutě potíral jakýkoliv náznak odporu vůči své absolutní vládě, ale on sám se tak neviděl. Považoval se za velkého panovníka, který se nechtěl proslavit jako dobyvatel, ale jako osvícenec a reformátor, který Rusku „otevřel okno do Evropy“.
Roku 1722 Petr zahájil krátkou válku s bohatou, ale osmanskými útoky a vnitřními spory o moc velice oslabenou Persií. Po skončení severní války vyslal své moderně vybavené a skvěle vycvičené pluky proti Persii, zmítající se ve vnitřní krizi. Rusové bez vážnějšího odporu obsadili Baku, Gilán, Astarabád a Mazandarán. Válka skončila roku 1723 a své územní zisky Rusové zakotvili v textu smlouvy, podepsané v Petrohradu. Petr I. zde dosáhl impozantního, ale jenom krátkodechého úspěchu. Období zmatků a rychlého střídání ruských vládců po carově smrti vedlo k tomu, že Rusko samo opustilo své pozice, dobyté na Persii a umožnilo tak návrat získaných území zpět pod správu Teheránu.
Petrova druhá žena Kateřina, původem livonská rolnice, začala se svým nemocným manželem spoluvládnout Rusku jako carevna v roce 1724. Po roce 1720 se carovo zdraví začalo zhoršovat, Petr trpěl kapavkou, cirhózou jater a ledvinovými kameny. Od roku 1723 trpěl opakovanými záněty močového měchýře, v srpnu 1724 se mu zastavilo močení, a když byl cévkován, vyteklo údajně více než litr moči smíšené s hnisem. V listopadu 1725 car vážně prostydl, údajně když pomáhal při záchraně tonoucích námořníků. Tato poslední nemoc se mu stala osudnou: Petr Veliký zemřel 8. února 1725 pravděpodobně na akutní selhání ledvin a gangrénu močových cest. Nemocný panovník před smrtí neurčil svého nástupce. Podle pověsti, patrně nepravdivé, během psaní závěti stačil napsat jen slova „odkazuji vše…“, načež upadl do agónie. Na trůně jej vystřídala jeho druhá manželka Kateřina I.

## Potomci (kteří se dožili dospělosti)
- Alexej Petrovič (28. února 1690 – 7. července 1718), ⚭ 1711 Šarlota Sofie Brunšvicko-Wolfenbüttelská (29. srpna 1694 – 2. listopadu 1715)
- Anna Petrovna (6. února 1708 – 15. března 1728), matka budoucího cara Petra III., ⚭ 1725 vévoda Karel Fridrich Holštýnsko-Gottorpský (29. dubna 1700 – 18. července 1739)
- Alžběta Petrovna (29. prosince 1709 – 5. ledna 1762), ruská carevna v letech 1741–1762